# L'Ouvre-boîte
Ne doit pas être confondu avec Ouvre-boîte.
 (juillet 2011).
Si vous disposez d'ouvrages ou d'articles de référence ou si vous connaissez des sites web de qualité traitant du thème abordé ici, merci de compléter l'article en donnant les références utiles à sa vérifiabilité et en les liant à la section « Notes et références ».
Le Festival international du film de Dieppe L'Ouvre-boîte a été créé en 2008. Il a pour mission de promouvoir le cinéma indépendant en permettant aux films de qualité, encore ignorés du public, de trouver des distributeurs et des exploitants de salles.
En septembre 2013, L'Ouvre-boîte devient le Festival de film canadien.

## Présentation
Le jury du festival décerne comme prix des Galets d'Or aux films et aux interprètes pour lesquels il a ressenti les plus marquants coups de cœur.

## Sélections des années précédentes

### 2008
- Les Yeux bandés
- My Name Is Hallam Foe
- Comme des voleurs
- Le Petit monde de Bahador
- La Vie moderne
- Dark Horse
- 48 heures par jour
- Les Petites Vacances
- Ulzhan
- Affaire de famille
- Les Grandes Personnes

### 2009
- Au voleur
- Mademoiselle Chambon
- Le Concert
- Irène
- Ordinary People
- Pièces détachées

### 2010
- Robert Mitchum est mort
- Belle Épine
- 'Donoma
- 'Rubber
- Des filles en noir
- Les Amours imaginaires
- Sound Of Noise

### 2011
- Noces éphémères
- Rue des Cités
- Les mots gelés
- Atmen
- La Fée
- Louise Wimmer
- HH, Hitler à Hollywood
- Les Géants
- Bovines

### 2012
- J'enrage de son absence[1]
- Enfance clandestine
- Hors les murs
- The End d'Hicham Lasri
- La Vierge, les Coptes et moi...
- Casa Nostra de Nathan Nicholovitch
- Noor

## Personnalités présentes les années précédentes
(Liste non exhaustive)

### 2008
- Guy Marchand
- Bruno Putzulu
- Sophie Quinton
- Philippe Duquesne
- Dominique Blanc
- Rona Hartner
- Bruno De Dieuleveult
- Bruno Coulais
- Adrien Jolivet
- Marcel Trillat

### 2009
- Maxime Leroux
- Valérie Mairesse
- Cyril Mennegun
- Édouard Molinaro
- Pierre Novion
- Jean-Pierre Ronssin
- Stéphane Brizé
- Alain Cavalier
- Vladimir Perišić
- Jean-Claude Petit

### 2010
- Djinn Carrenard
- Jean-Paul Civeyrac
- Daniel Morin
- Élise Caron
- Rebecca Zlotowski
- Olivier Babinet
- Fred Kihn
- Pablo Nicomedes
- Peter MacDonald
- Mylène Demongeot
- Andy Gillet
- Cédric Tanguy
- Jérôme Soubeyrand
- Olivier Saladin
- Claude Pinoteau
- Jean-Claude Jean

### 2012
- Anna Karina, invitée d'honneur[1]
- Jean-Claude Jean, hommage